# Brian Sussman
Brian Sussman (* 3. April 1956) ist ein konservativer Talkradio-Moderator in den USA.

## Leben
Sussman war von den 1990ern bis 2001 Wetteransager bei der CBS-Station KPIX in San Francisco. 2003 startete er eine eigene Show mit dem Titel Right Thinking from the Left Coast bei dem konservativen Sender KSFO in San Francisco und wurde schließlich 2010 Morning Host. Seitdem ist er täglich auf KFSO zu hören.
2010 veröffentlichte Sussmann ein Buch mit dem Titel Climategate: A Veteran Meteorologist Exposes The Global Warming Scam, in dem er die Klimaveränderung als unabhängig von menschlichen Einwirkunken darstellt.

## Veröffentlichungen
- Climategate: A Veteran Meteorologist Exposes The Global Warming Scam, WND Books (2010) ISBN 978-1-935071-83-9
- Eco-Tyranny: How the Left's Green Agenda will Dismantle America, WND Books (2012), ISBN 978-1936488506